# Służba żeglugi śródlądowej (II RP)
Służba żeglugi śródlądowej – dział administracji wojskowej II RP.

## Skład, cel i zadania.
Wydzielone oddziały wojskowe oraz: tor żeglugi z wszelkimi urządzeniami stałymi - porty, przystanie, ładownie, stocznie i warsztaty; różnego rodzaju obiekty pływające; personel, sprzęt i wyposażenie oraz środki łączności, należące do wszystkich powyższych urządzeń.
Celem wojskowej służby żeglugi śródlądowej było przygotowanie do działań wojennych pod względem komunikacyjnym i strategicznym; uzyskanie maksymalnej zdolności przewozowej sieci dróg wodnych, sprzętu i personelu; sprawności i wydajności punktów załadunkowych, wyładunkowych i przeładunkowych z jednego środka komunikacji na drugi.
Zadania:
- Prowadzenie szczegółowej ewidencji istniejącego stanu żeglugi śródlądowej;
- Zbieranie i opracowywanie danych dotyczących torów żeglownych, obiektów pływających i instalacji stałych, materiałów i środków łączności oraz planów wojskowych i wojennych transportów wodnych;
- Organizacja i wykonywanie transportów wodnych przy współpracy z innymi organami transportowymi Ministerstwa Spraw Wojskowych (Sztab Generalny).
- Rozpoznanie i badanie sieci dróg wodnych (rzek, kanałów, jezior, stawów, bagien, moczarów) jako przeszkód naturalnych pod względem strategicznym.
- Ewidencja linii rzek.
- Sprawy szkolenia oddziałów wojskowej służby żeglugi śródlądowej, opracowywanie przepisów, instrukcji i regulaminów.

## Organizacja.

### Wojskowy komisarz żeglugi śródlądowej.
Wojskową służbą żeglugi śródlądowej kierował Minister Spraw Wojskowych przy pomocy wojskowego komisarza żeglugi śródlądowej.
Organy pomocnicze i wykonawcze.
- Delegaci wojskowego komisarza żeglugi śródlądowej;
- Komendanci linii żeglugi śródlądowej.

Zależność służbowa i kompetencje.
Wojskowy komisarz żeglugi śródlądowej podlegał bezpośrednio szefowi Oddziału IV Sztabu Generalnego
i był przełożonym całego personelu wojskowej służby żeglugi śródlądowej (posiadał uprawnienia dowódcy pułku).

### Sieć dróg wodnych.
Sieć dróg wodnych dzieliła się, dla potrzeb wojskowych, na terytorialne wojskowe okręgi wodne, z przyłączeniem ich do Dowództw Okręgów Korpusów, bez względu na istniejące granice terytorialne Okręgów Korpusów.
Na każdy z terytorialnych wojskowych okręgów wodnych przypadał delegat wojskowego komisarza żeglugi śródlądowej lub komendant linii żeglugi śródlądowej.
Delegat wojskowego komisarza żeglugi śródlądowej, podległy bezpośrednio wojskowemu komisarzowi żeglugi śródlądowej był jego przedstawicielem w zakresie odnośnych zadań.
Komendant linii żeglugi śródlądowej podlegał bezpośrednio wojskowemu komisarzowi żeglugi śródlądowej i był jego przedstawicielem w zakresie odnośnych zadań. Prowadził on referat w Dowództwie Okręgu Korpusu w zakresie zadań powierzonych Dowództwu Okręgu Korpusu odnośnie do żeglugi śródlądowej.
Delegat wojskowego komisarza żeglugi śródlądowej i komendant linii żeglugi śródlądowej posiadał prawa dowódcy batalionu.

### Oddziały wojskowej służby żeglugi śródlądowej.
Zawiązki oddziałów wojskowej służby żeglugi śródlądowej stanowili podoficerowie przydzieleni do delegata wojskowego komisarza żeglugi śródlądowej lub komendanta linii żeglugi śródlądowej.
Szkoleni byli w przepisach służby portowej oraz w służbie ruchu na obiektach pływających (piloci).